# Automatikus optikai vizsgálat
Az automatikus optikai vizsgálat megnevezés (angolul AOI - Automated Optical Inspection) egy olyan vizsgálatra vagy gépre hivatkozik, mely nyomtatott áramkörök vizsgálatára van specializálódva. Az AOI gépek nem összekeverendőek az SPI gépekkel. A vizsgálat során egy vagy több kamera többszöri pozicionálásával képet készít az áramkörről, melyek eredményét kiértékeli és esetlegesen kommunikálja egy a gyártási folyamatot irányító úgynevezett sorvezérlő felé. Léteznek más elven működő AOI berendezések, például szkennelési technikán alapuló ahol az áramkörről egy vonalszkennerrel több képet készítenek és egybefűzik azokat.

## Célja
A berendezés használatakor a következő tényezők növelése, redukálása vagy kizárása a cél.
- Emberi tényező redukálása vagy kizárása
- Termelési output növelése
- Minőség növelése (100%-os ellenőrzés)

## Alkalmazások
Az AOI berendezéseket főként nyomtatott áramkörök minőség-ellenőrzésére használják, de speciális hibrid áramkörök gyártásánál is használhatóak. Főbb alkalmazásai alább olvashatóak.
- Felületszerelt alkatrészek vizsgálata
- Furatszerelt alkatrészek vizsgálata
- Félvezetők huzalkotésének vizsgálata